# ヴァンヴィテッリの水道橋
ヴァンヴィテッリの水道橋（イタリア語: Acquedotto di Vanvitelli）は、イタリア共和国カンパニア州カゼルタ郊外のマッダローニにある、18世紀の水道橋。カゼルタ宮殿とサン・レウチョの邸宅群に水を供給するために建設された。カロリーノの水道橋（Acquedotto Carolino、「王の水道橋」の意）とも呼ばれる。
カゼルタ宮殿、サン・レウチョの邸宅群ともに、1997年にUNESCOの世界遺産に登録された。

## 概要
ナポリ王カルロ7世（後のスペイン王カルロス3世）の命令により、建築家ルイージ・ヴァンヴィテッリの設計によって建設された。この水道橋が2つの名前を持っているのも、この両者の名前に由来する。
1753年3月に建設が開始され、1762年5月7日に完成した。
水道システムの全長は38キロメートルあるが、その大部分は地下に建設されている。ヴァッレ・ディ・マッダローニに位置する529メートルの長さの水道橋が、良好な状態で保存されていて、この区間が世界遺産に登録されている。
この水道橋は、ローマ建築を模範に建設され、3層、最も高いところでは、55.8メートルの高さがある。

## 世界遺産登録基準
この世界遺産は世界遺産登録基準のうち、以下の条件を満たし、登録された（以下の基準は世界遺産センター公表の登録基準からの翻訳、引用である）。
- (1) 人類の創造的才能を表現する傑作。
- (2) ある期間を通じてまたはある文化圏において、建築、技術、記念碑的芸術、都市計画、景観デザインの発展に関し、人類の価値の重要な交流を示すもの。
- (3) 現存するまたは消滅した文化的伝統または文明の、唯一のまたは少なくとも稀な証拠。
- (4) 人類の歴史上重要な時代を例証する建築様式、建築物群、技術の集積または景観の優れた例。